# أزهر علي (لاعب كريكت)
أزهر علي (2 فبراير 1968 بكراتشي في باكستان - ) هو لاعب كريكت باكستاني.

## وصلات خارجية
- أزهر علي (لاعب كريكت) على موقع إي آس بي آن كريك إنفو (الإنجليزية)